# Gnidia razakamalalana
Gnidia razakamalalana är en tibastväxtart som beskrevs av Z.S.Rogers. Gnidia razakamalalana ingår i släktet Gnidia och familjen tibastväxter. Inga underarter finns listade i Catalogue of Life.